# 药都街道
药都街道，是中华人民共和国河北省保定市安国市下辖的一个街道办事处。
2017年，河北省民政厅批复同意将祁州药市街道办事处更名为药都街道办事处，街道办事处驻药都大街130号。

## 行政区划
药都街道下辖以下地区：
药兴路社区、药华路社区、东方药城社区、朝阳社区、民主街村、观音堂村、杜庄村、八五村、门东村、河西村、大文村、中阳村、南娄村、北娄村、闫村、齐村、淤村、北各卜村、东各卜村、西各卜村、北河村和姬庄村。